# Alfred Maul (Sportpädagoge)
Alfred Maul (* 13. April 1828 in Michelstadt; † 12. Oktober 1907 in Karlsruhe) war ein deutscher Turnlehrer und Turnerführer. Er gilt als badischer Turnvater und war Vorsitzender der Deutschen Turnerschaft.

## Leben

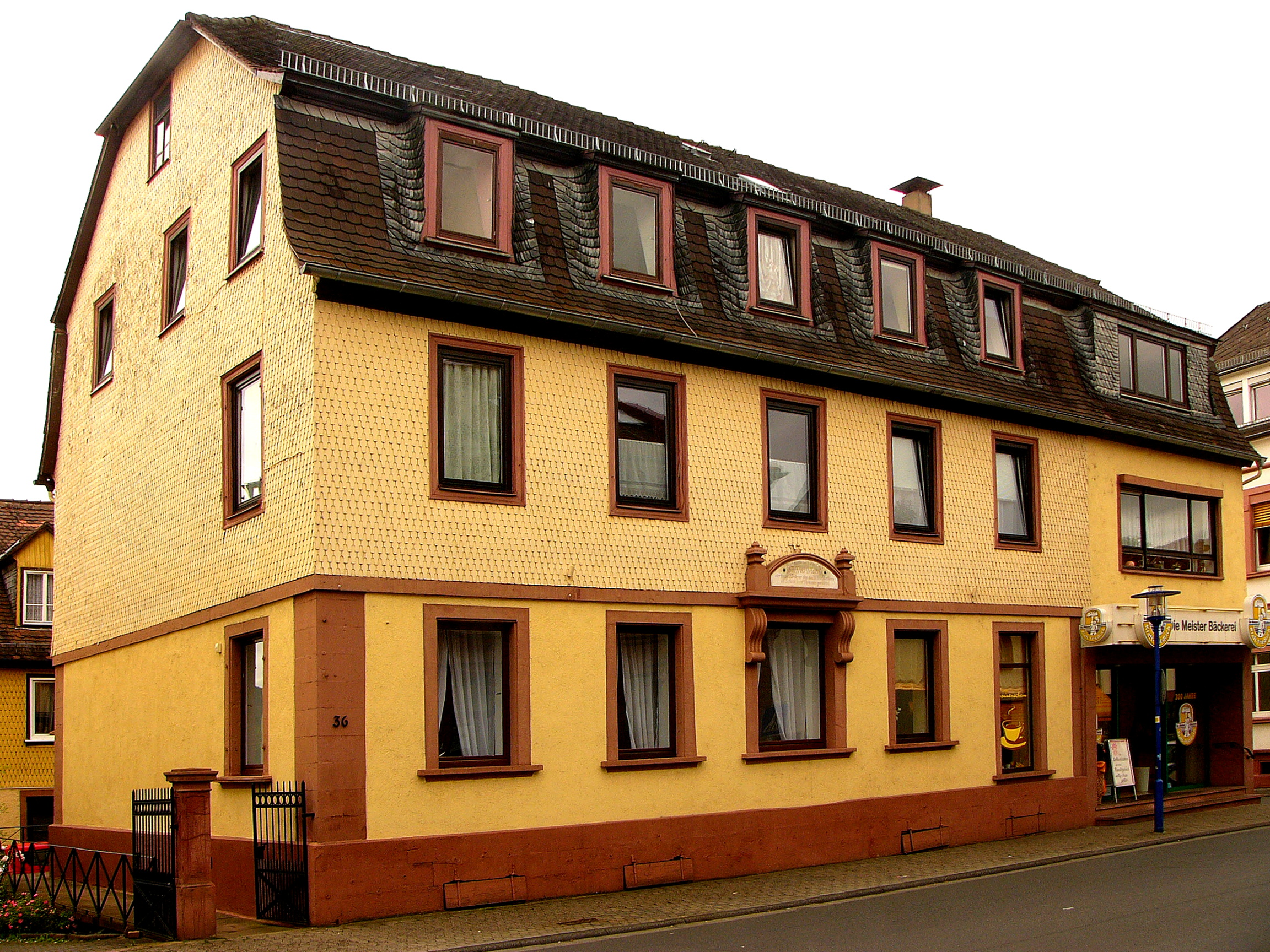
Geburtshaus von Alfred Maul in der Bahnhofstraße 36 in Michelstadt

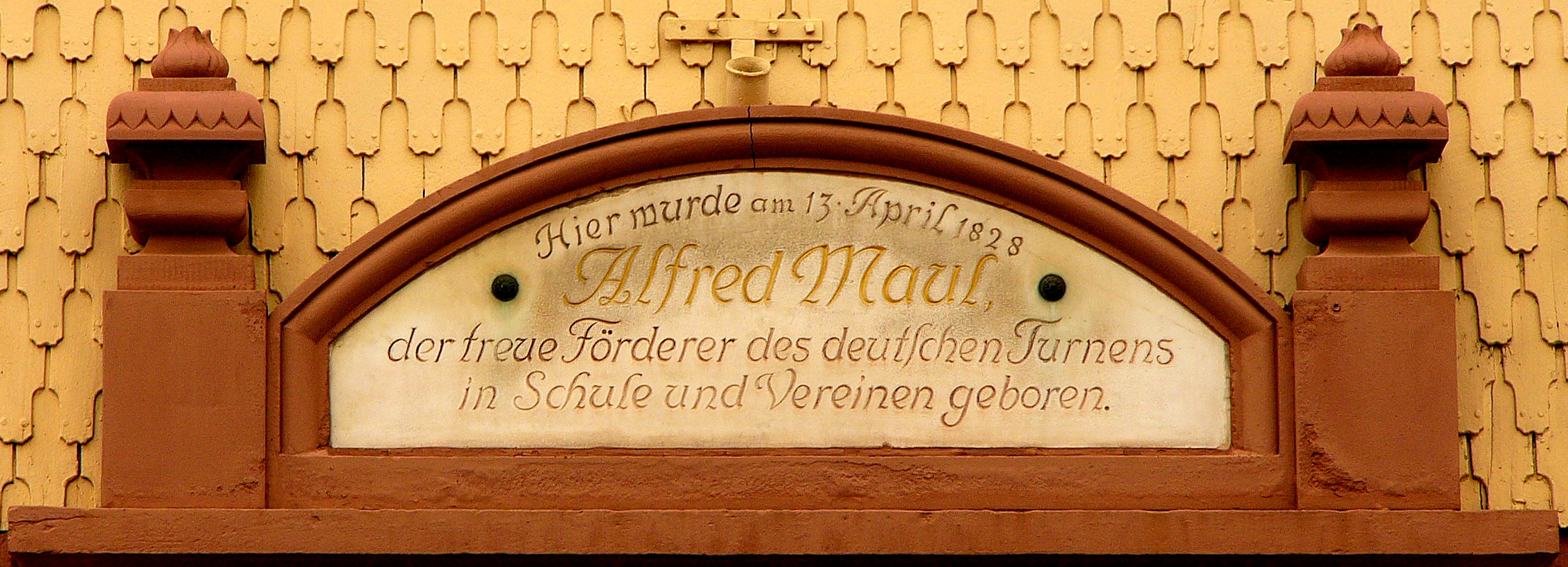
Tafel über dem Eingang Bahnhofstraße 36 in Michelstadt

Unterrichtet wurde Alfred Maul auf der Realschule und dem Polytechnikum zu Darmstadt, wo er neben seinem Studium der Naturwissenschaften und Mathematik auch Schüler von Adolf Spieß war. Während seines Studiums schloss er sich dem Corps Hassia an. Ab 1856 arbeitete er als Lehrer für Mathematik und Turnen am Realgymnasium in Basel. 1869 wurde er Direktor der Turnlehrerbildungsanstalt in Karlsruhe. Er schrieb seit 1866 verschiedene Leitfäden für den Schulsport, darunter Anleitung für den Turnunterricht in Knabenschulen und Turnübungen der Mädchen. Von 1888 bis 1894 stand er der Deutschen Turnerschaft vor.
Von 1911 bis 1958 Bismarckstraße 12, vor dem Portal der Zentralturnhalle der Turnlehrerbildungsanstalt; seit dem Zweiten Weltkrieg ohne Bronzebüste und -reliefs.
1911 wurde in Karlsruhe vor der Zentralturnhalle der Turnlehrerbildungsanstalt ein von Friedrich Moest geschaffenes Denkmal eingeweiht, dessen Sockel bis 1958 dort stand. Vom Land Baden-Württemberg wird zu seinen Ehren die Alfred-Maul-Gedächtnismedaille verliehen, die herausragende Leistungen im Fach Sport im Rahmen des Abiturs würdigt.

## Werke
- Die Entwicklung des Schulturnens. Schweighauser, Basel 1866.
- Die Turnübungen der Mädchen. Druck und Verlag der G. Braun’schen Hofbuchhandlung 1885–1890, Karlsruhe 1885.
- Gerät- und Gesellschafts-Übungen für die einzelnen Schulklassen gruppenweise zusammengestellt. 2., gänzlich umgearb. Aufl., Heinsius, Bremen 1888.
- Anleitung für den Turnunterricht in Knabenschulen. 3 Teile, G. Braun’sche Verlagsbuchhandlung, neueste Auflage: Karlsruhe 1888–1897, urn:nbn:de:bsz:14-db-id18781189433.
- Barrenübungen, nach Schwierigkeitsstufen in Gruppen zusammengestellt. G. Braun’sche Verlagsbuchhandlung, Karlsruhe 1906.
- Ziel und Betrieb des Turnens. G. Braun’sche Verlagsbuchhandlung, Karlsruhe 1909 (Mitautoren: Adam Leonhardt und Frida Maul).
- Gerätübungen, volkstümliche Übungen und Turnspiele. G. Braun’sche Verlagsbuchhandlung, Karlsruhe 1910 (Mitautor: Adam Leonhardt).
- Barrenübungen, nach Schwierigkeitsstufen in Gruppen zusammengestellt. G. Braun’sche Verlagsbuchhandlung, Karlsruhe 1926 (Mitautor: Adam Leonhardt).
- Reckübungen, nach Schwierigkeitsstufen in Gruppen zusammengestellt. 7. vollst. umgearb., verb. u. verm. Aufl., G. Braun’sche Verlagsbuchhandlung, Karlsruhe 1927.